# روب غودرو
روب غودرو (بالإنجليزية: Rob Gaudreau)‏ هو لاعب هوكي الجليد أمريكي، ولد في 20 يناير 1970 في كرانستون في الولايات المتحدة.

## وصلات خارجية
- روب غودرو على موقع دوري الهوكي الوطني (الإنجليزية)
- روب غودرو على موقع قاعة مشاهير الهوكي (لاعب أن.إتش.أل) (الإنجليزية)
- روب غودرو على موقع EliteProspects.com (الإنجليزية)
- روب غودرو على موقع HockeyDB.com (الإنجليزية)
- روب غودرو على موقع Hockey-Reference.com (الإنجليزية)